# Celluloid
Celluloid is een groep chemische verbindingen op basis van nitrocellulose en kamfer plus kleurstoffen en hulpstoffen. In het algemeen wordt celluloid gezien als de eerste thermoplast. Celluloid kan makkelijk gegoten en bewerkt worden en zou in het begin veelvuldig gebruikt zijn ter vervanging van ivoor. Celluloid is zeer brandbaar en de verbindingen zijn zo onstabiel, dat het nog maar weinig wordt gebruikt. Uitzonderingen zijn tafeltennisballetjes (tot 2016) en gitaarplectrums. Deze worden nog steeds van celluloid gemaakt. Ook wordt celluloid gebruikt bij de productie van accordeons, de houten kast wordt bekleed met een dun laagje celluloid.

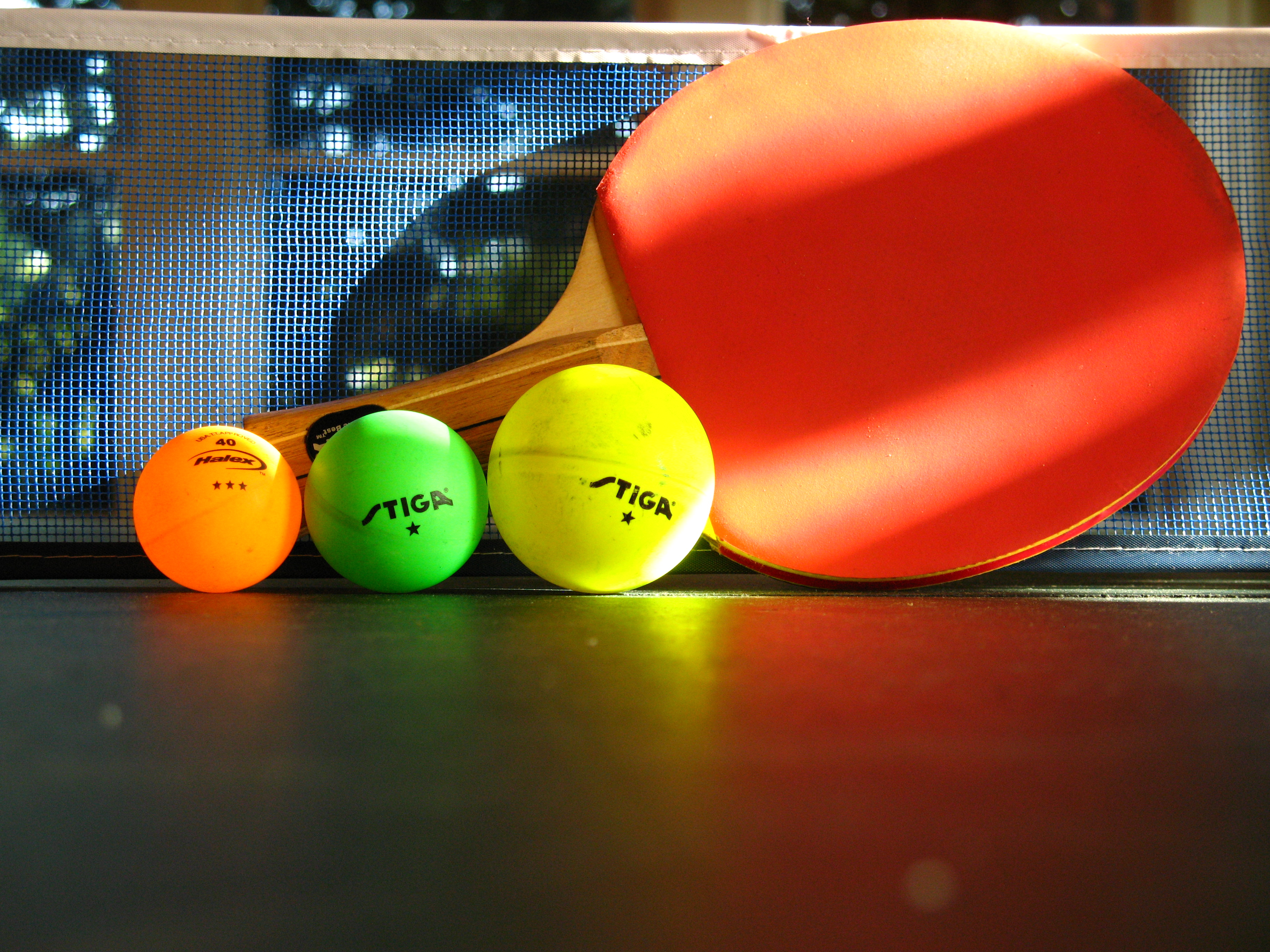
Tafeltennisballen in verschillende groottes

## Nitrocellulose
Nitrocellulose of beter gezegd cellulosenitraat is de salpeterzure-ester van cellulose, het is cellulose dat na behandeling met een "nitreerzuur" (een salpeterzuur/zwavelzuur mengsel) op meerdere plaatsen in het molecuul een nitraatgroep draagt. Dat gaat volgens deze reactie:
{\displaystyle {\ce {(C6H10O5)_{n}{+}3HNO3 -> (C6H7(NO2)3O5)_{n}{+}3H2O}}}
De verhoudingen in het nitreerzuur kunnen aangepast worden, een hoger gehalte zwavelzuur zorgt ervoor dat er minder esterbindingen aan worden gegaan.
Cellulosenitraat is het hoofdbestanddeel van het celluloid. Deze maakt het celluloid echter wel onstabiel doordat de nitraatgroepen erg oxiderend werken en dus het cellulose-geraamte beginnen te oxideren.

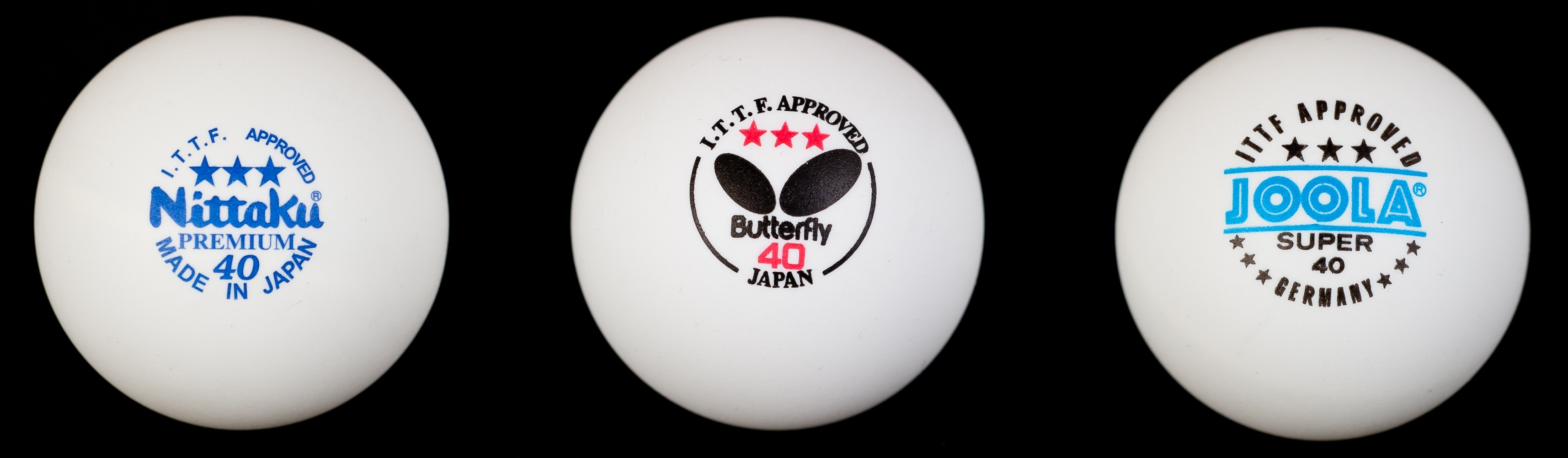
Tafeltennisballen (40 mm)

Er zijn op cellulosenitraat gebaseerde plastics van iets eerdere datum dan celluloid: collodion is uitgevonden in 1848 en werd gebruikt om wonden af te dekken en als emulsie voor fotografische platen. Als het wordt gedroogd ontstaat een celluloidachtige film.

## Alexander Parkes
Alexander Parkes was in 1856 in Birmingham de eerste die celluloid als bulkmateriaal maakte. Hij verkreeg een patent na de ontdekking dat hij een vast materiaal overhield na verdamping van het oplosmiddel van het collodion voor fotografische platen. Hij beschreef dit materiaal als een "harde, hoornachtige, elastische en waterbestendige substantie".
Parkes patenteerde celluloid als materiaal om geweven stoffen waterdicht te maken. Later, in 1862, demonstreerde hij Parkesine op de Grote Tentoonstelling in Londen, en kreeg hiervoor een bronzen medaille. Cellulosenitraat werd opgelost in een kleine hoeveelheid oplosmiddel en dan verwarmd en uitgerold op een speciale machine waardoor een deel van het oplosmiddel verdampte. Vervolgens werd onder druk het fabricageproces afgerond. Pogingen om Parkesine tegen lage kosten te produceren faalden bij zowel Parkes als bij concurrent Daniel Spill, waardoor het nooit een commercieel succes is geworden.

## John Wesley en Isaiah Hyatt
In de jaren 1860 begon de Amerikaan John Wesley Hyatt te experimenteren met cellulosenitraat. Zijn doel was het maken van biljartballen die tot dan toe van ivoor waren gemaakt. Hij gebruikte textiel, ivoorstof, schellak en collodion. In 1869 vroeg hij een patent aan op een methode om biljartballen te bedekken met een ivoorachtige laag.
John Wesley en zijn broer Isaiah publiceerden in 1870 een nieuw octrooi voor een proces om een 'hoornachtig materiaal' te maken met cellulosenitraat en kamfer. Hoewel Parkes en Spill kamfer genoemd hebben in hun vroege experimenten waren het de gebroeders Hyatt die de rol van kamfer in de vorming van een plastic inzagen.
Daniel Spill betwistte het patent van de gebroeders Hyatt en er volgden een aantal rechtszaken tussen 1877 en 1884. Het resultaat was dat Parkes werd erkend als de uitvinder (van het proces) omdat hij als eerste kamfer in zijn experimenten en patenten had genoemd. De rechter besloot dat alle productie van celluloid mocht doorgaan, inclusief die door de Celluloid Manufacturing Company van de Hyatts. Isaiah noemde het commercieel aantrekkelijke materiaal "celluloid" en registreerde het onder die naam in 1872.

## Fotografie
Eind jaren 1880 werden celluloids voor fotografische films ontwikkeld. Hannibal Goodwin en Eastman Company verwierven beide een octrooi voor een film van celluloid. Goodwin won uiteindelijk de rechtszaak over de schending van zijn patent tegen de Eastman Kodak Company. Hoe dan ook, het belang zat niet zozeer in de fotofilm versus de fotografische plaat, maar in de betekenis van de film voor het vastleggen van bewegend beeld.

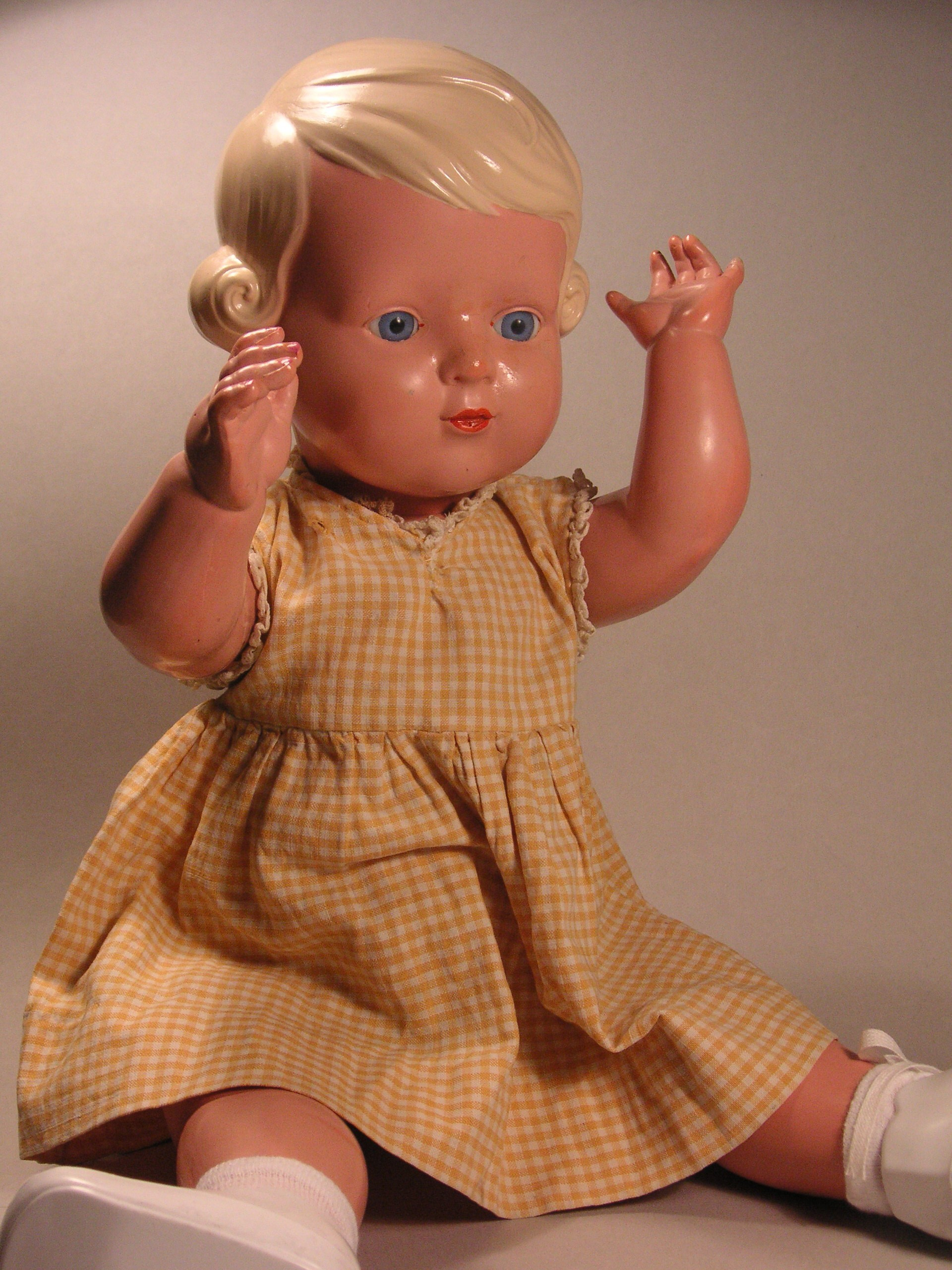
Pop (1950) gemaakt met celluloid

## Einde van het celluloidtijdperk
Celluloid is eind 19e eeuw en in de eerste helft van de twintigste eeuw voor vele doeleinden gebruikt: vulpennen, mesheften, speelgoed, etc. De nadelen, brandbaarheid en spontane decompositie, hadden tot gevolg dat het werd vervangen door plastics op basis van celluloseacetaat, de azijnzuur-ester van cellulose, en polyethyleen vanaf het midden van de twintigste eeuw. In de eenentwintigste eeuw worden er weer vulpennen gemaakt van celluloid, door onder andere de fabrikanten Stipula, Conway Stewart en Visconti (uit Florence). Het gebruik van celluloid als basis voor de eerste films heeft grote problemen opgeleverd bij het conserveren van deze films. Ze werden bruin en verkruimelden uiteindelijk tot poeder.

## Recept
Celluloid bevat typisch 70 tot 80 delen nitrocellulose, met een massapercentage van 11% stikstof, 30 delen kamfer, 0 tot 14 delen kleurstof, 1 tot 5 delen Ethanol, plus hulpstoffen die het product stabiliseren en minder brandbaar maken.